# GJ 2012
GJ 2012 (LHS 1126 / G 66-57 / WD 0038-226) es una enana blanca de magnitud aparente +14,60 situada en la constelación de Cetus. Medidas precisas de su paralaje la sitúan a una distancia de sólo 29,5 años luz del sistema solar.
GJ 2012 es una enana blanca de tipo espectral DC.
Su espectro presenta unas leves líneas de absorción semejantes a las bandas de Swan observadas en objetos de tipo DQ; se piensa que son bandas de Swan desplazadas por la presión que pueden estar asociadas a bandas de Swan producidas por C2 altamente excitado.
Su atmósfera está dominada por el helio, unas 400 más abundante que el hidrógeno.
GJ 2012 es una enana blanca fría con una temperatura efectiva de 5210 ± 130 K —una quinta parte de la de Sirio B y unos 1550 K más fría que la estrella de Van Maanen— consecuencia de su largo tiempo de enfriamiento, estimado en 4370 ± 180 millones de años.
A diferencia del resto de las estrellas, las enanas blancas no generan energía por fusión nuclear, sino que radian al exterior el exceso de calor a un ritmo constante.
Con el transcurso del tiempo, su temperatura superficial va descendiendo, proceso que conlleva una disminución en la luminosidad.
Por ello, GJ 2012 posee una baja luminosidad que supone únicamente el 0,011% de la luminosidad solar.
Su masa aproximada es de 0,52 masas solares.